# Helen Garnerová
Helen Garnerová (rozená Fordová, * 7. listopadu 1942 Geelong) je australská spisovatelka, scenáristka a novinářka. Její první román, Monkey Grip, vydaný v roce 1977, ji okamžitě učinil jednou z nejvýraznějších postav australské literatury. Je známá tím, že do své beletrie začleňuje své osobní zkušenosti. Píše také pro film a divadlo, publicistické knihy (zejména o skutečných kriminálních případech), jako novinářka píše reportáže, například do časopisu Time. 
Kontroverze vzbudila svou publicistickou knihou The First Stone (1995) o skandálu sexuálního obtěžování na univerzitě. Britský deník The Guardian ji označil za „jednoho z největších spisovatelů Austrálie“.
V anketě BBC byla její kniha Monkey Grip vyhlášena 48. nejsilnějším příběhem lidské historie.

### Romány
- Monkey Grip (1977)
- Moving Out (1983)
- The Children's Bach (1984)
- Cosmo Cosmolino (1992)
- The Spare Room (2008)

### Sbírky povídek
- Honour & Other People's Children: Two Stories (1980)
- Postcards from Surfers (1985)
- My Hard Heart: Selected Fictions (1998)
- Stories: The Collected Short Fiction (2017)

### Scénáře
- Monkey Grip (1982)
- Two Friends (1986)
- The Last Days of Chez Nous (1992)

### Publicistika
- La Mama: History of a Theatre (1988)
- The First Stone (1995)
- True Stories: Selected Non-Fiction (1996)
- And the Winner Is–: Eighteen Winning Stories from Eltham's Alan Marshall Award, Australian Authors, Both Winners and Judges, Discuss Their Work in a Book about Writing (1997)
- The Feel of Steel (2001)
- Joe Cinque's Consolation (2004)
- Somewhere to Belong: A Blueprint for 21st Century Youth Clubs (2009)
- This House of Grief – The Story of a Murder Trial (2014)
- Regions of Thick-Ribbed Ice (2015)
- Everywhere I Look (2016)
- True Stories: The Collected Short Non-Fiction (2017)

### Autobiografie
- Yellow Notebook: Diaries Volume I 1978–1987 (2019)
- One Day I'll Remember This: Diaries 1987–1995 (2020)
- How To End A Story: Diaries 1995-1998 (2021)

### Česká vydání
- Podle Bacha, Fraktály, 2004